# I Only Lie When I Love You
I Only Lie When I Love You is een nummer van het Britse alternatieve rockduo Royal Blood uit 2017. Het is de tweede single van hun tweede studioalbum How Did We Get So Dark?.
Het nummer bereikte de 2e positie in de Britse rocklijst, maar bereikte hoofdlijst niet. In Vlaanderen kende het nummer het meest succes, waar het de 8e positie bereikte in de Tipparade.